# Stolnični trg, Firence
Stolnični trg (italijansko Piazza del Duomo) je v osrčju zgodovinskega središča Firenc (Toskana – Italija). Je eno najbolj obiskanih krajev v Evropi in svetu ter v Firencah najbolj obiskano območje mesta. Na trgu so Firenška stolnica s kupolo, delo Brunelleschija, Giottov campanile, krstilnico, Loggia del Bigallo, muzej Opera del Duomo ter več palač. Zahodno območje tega trga se imenuje Piazza San Giovanni.

## Stavbe
- Firenška stolnica, tudi Santa Maria del Fiore: je največja stavba v srednjeveški Evropi[2], in  četrta cerkev Evrope po velikosti, njena dolžina je 153 m in višina 116 m. Kupolo je oblikoval  Filippo Brunelleschi.
- Giottov campanile - zvonik stoji ob baziliki Santa Maria del Fiore in krstilnici sv. Janeza, in je ena od ikon florentinske gotske arhitekture z obliko, bogatim kiparskim okrasjem in inkrustacijo z barvnim marmorjem.
- Baptisterij svetega Janeza (Krstilnica sv. Janeza): osmerokotni baptisterij stoji nasproti stolnice in zvonika. Je ena najstarejših stavb v mestu, zgrajena med letoma 1059 in 1128. Arhitektura je v florentinskem romanskem slogu.
- Museo dell'Opera del Duomo: se posveča ohranjanju stolnice in drugih umetniških del. V njej so shranjene odlične mojstrovine Michelangela, Donatella, Lorenza Ghibertija, Luca della Robbie, Arnolfa di Cambia in mnogih drugih.

- Loggia del Bigallo
- Venerabile Arciconfraternita della Misericordia
- Palazzo dei Canonici
- Strozzijeva palača
- Torrini muzej
- Palazzo Arcivescovile
- Torre dei Marignolli
- Opera di San Giovanni
- Stolp San Zanobi, poleg krstilnice